# 溫泳
溫泳，朝鮮駐外大使。在1990年代他曾任職於朝鮮駐法國大使館。在他遊說與積極聯繫下，使得韓國投誠的難民讓-巴蒂斯特·金成功轉向北韓當局，並為之工作達11年之久。